# Aethiocarenus burmanicus
Aethiocarenus è un genere estinto di insetti che contiene una singola specie, ossia A. burmanicus, descritta da un singolo esemplare conservato nell'ambra fossile e risalente al Cretaceo superiore, circa 99 milioni di anni (Cenomaniano), in quella che oggi è la valle di Hukawng, Myanmar. L'animale presenta caratteristiche insolite ed inusuali per un insetto, come la sua testa triangolare attaccato al pronoto rispetto all'ipotenusa. Aethiocarenus è l'unico membro conosciuto della famiglia Aethiocarenidae e dell'ordine Aethiocarenodea. Difatti, le forme insolite dell'animale hanno resa necessaria l'istituzione di un nuovo ordine, una nuova famiglia ed un nuovo genere per poterne classificare la specie. Tuttavia, niente esclude l'ipotesi che Aethiocarenus potrebbe essere effettivamente una ninfa di Alienopterus.

## Descrizione
Aethiocarenus era probabilmente un onnivoro, dotato di un corpo allungato, stretto, piatto con zampe lunghe e snelle. Possedeva delle ghiandole sul collo che si ritiene contenessero una sostanza chimica usata per respingere i predatori. Gli occhi erano posizionati ai lati della testa, permettendo all'insetto di vedere anche dietro di sè.